# معركة بروزة

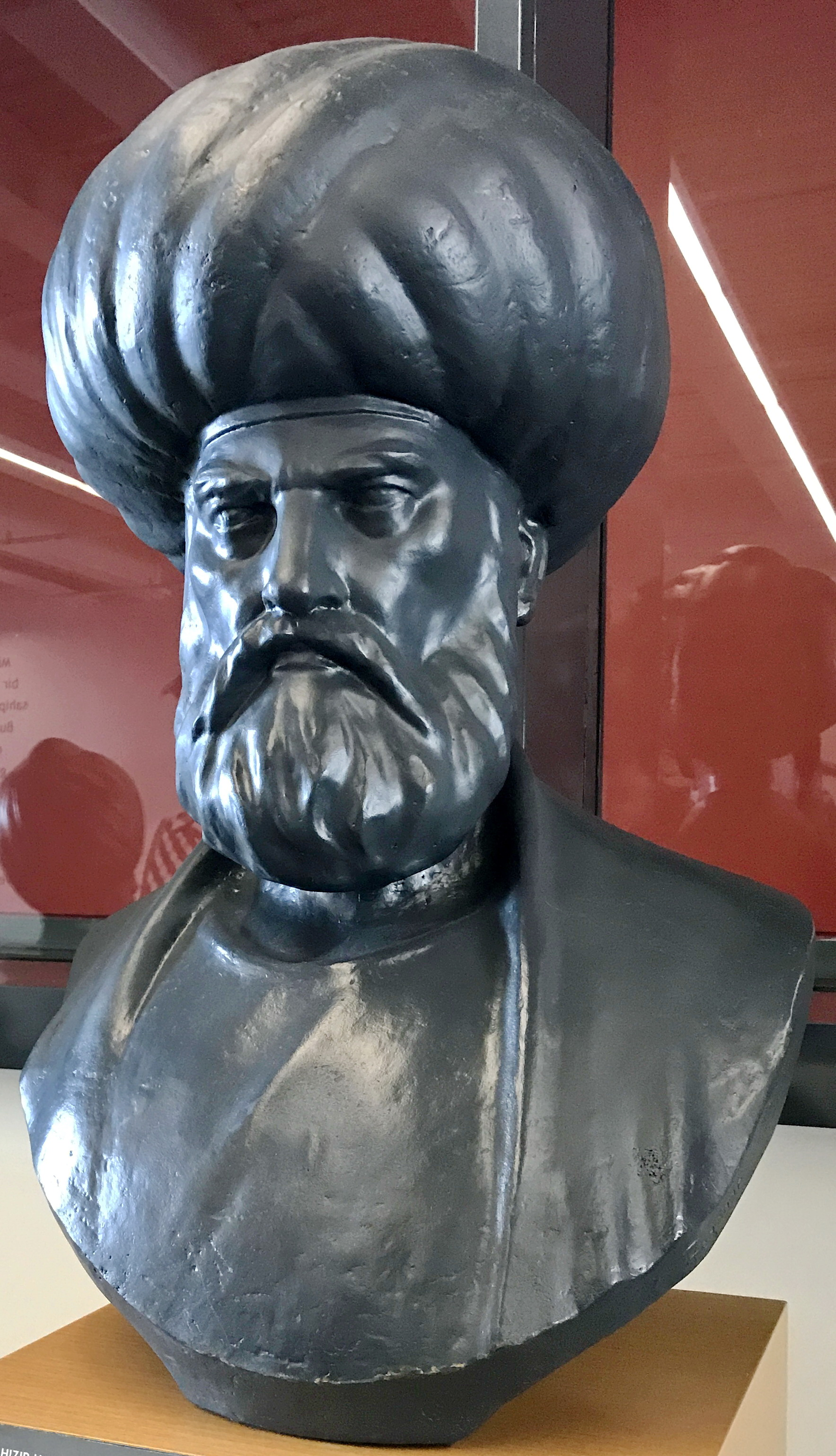
خير الدين بربروس. تمثاله بمتحف اسطنبول البحري، بشكطاش

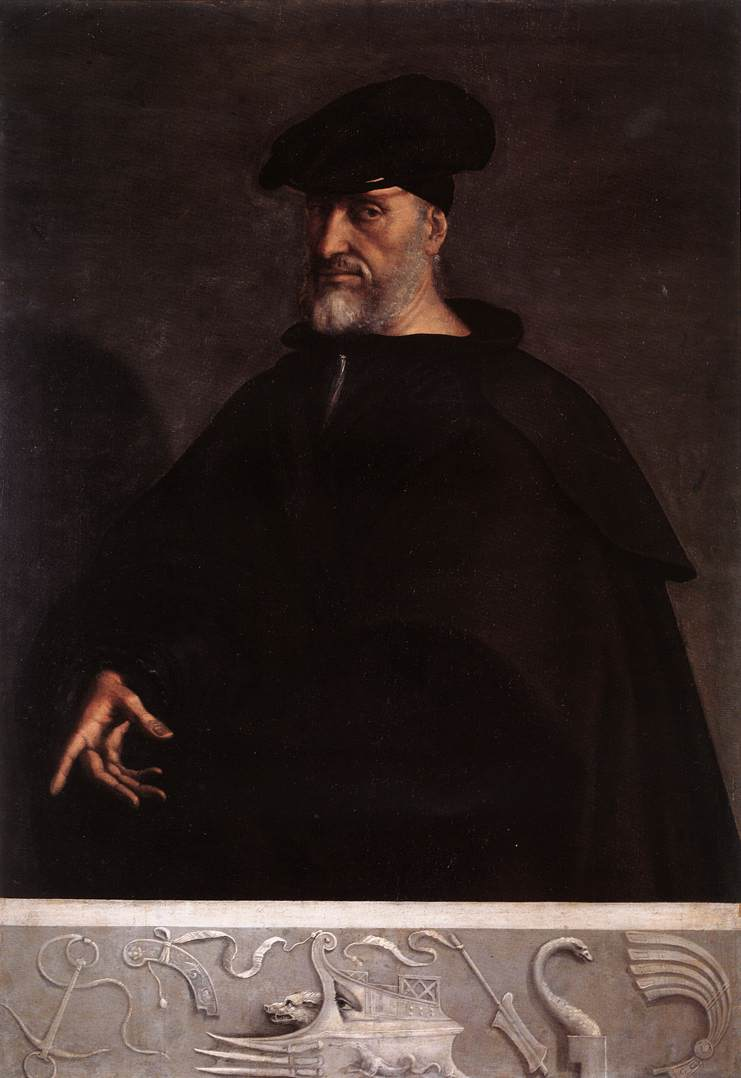
لوحة "لأندريا دوريا" بريشة سيباستيانو ديل بيومبو عام 1526م.

معركة بروزة أو بريفيزا معركة وقعت في 4 جمادى الأولى 945 هـ الموافق 28 سبتمبر 1538 م في خليج أكتيوم الذي وقعت فيه معركة أكتيوم البحرية عام 31 ق.م. بالقرب من ميناء بريفيزا غربي اليونان، وانتصر فيها الأسطول العثماني على العصبة المقدسة (1538م) الصليبي الذي نظمه البابا بولس الثالث.
كانت معركة هائلة تحركت لها أوروبا استجابة لنداء البابا في روما، فتكونت حملة صليبية من أسطول مكون من أكثر من 600 قطعة بحرية. منها 302 سفينة حربية كبيرة تحمل نحو ستين ألف جندي من إسبانيا والنمسا والبندقية، ويقوده قائد بحري من أعظم قادة البحر في أوروبا هو أندريا دوريا من جنوة. أما القوات العثمانية فتكونت من 122 سفينة تحمل عشرين ألف جندي.
التقى الأسطولان في بروزة وفاجأ خير الدين بربروس خصمه قبل أن يستعد للقتال، فتفرقت سفنه من هول الصدمة، وهرب القائد الأوروبي من ميدان المعركة التي لم تستمر أكثر من خمس ساعات والتي حُسمت لصالح العثمانيين.
استمرت المعركة خمس ساعات دُمرت خلالها 13 سفينة من سفن التحالف الأوربي بالكامل بمن عليها من بحارة وأُسر 36 سفينة أخرى و3000 أسير أوربي بينما لم يفقد الجيش العثماني أي سفينة ، كما تم إعطاب أكثر من مئة وعشر سفينة أوروبية.
ضمن هذا النصر السيطرة العثمانية على البحر المتوسط لفترة طويلة حتى معركة ليبانتو.
ولأهمية هذه المعركة يعتبر يوم وقوع معركة بروزة هو يوم البحرية التركية.
أثار هذا النصر الفزع والهلع في أوروبا، وأظهر للبحرية العثمانية هيبتها في البحر المتوسط، في الوقت الذي استقبل فيه السلطان سليمان القانوني أنباء النصر بفرحة غامرة، وأمر بإقامة الاحتفالات في جميع أنحاء الدولة العثمانية.

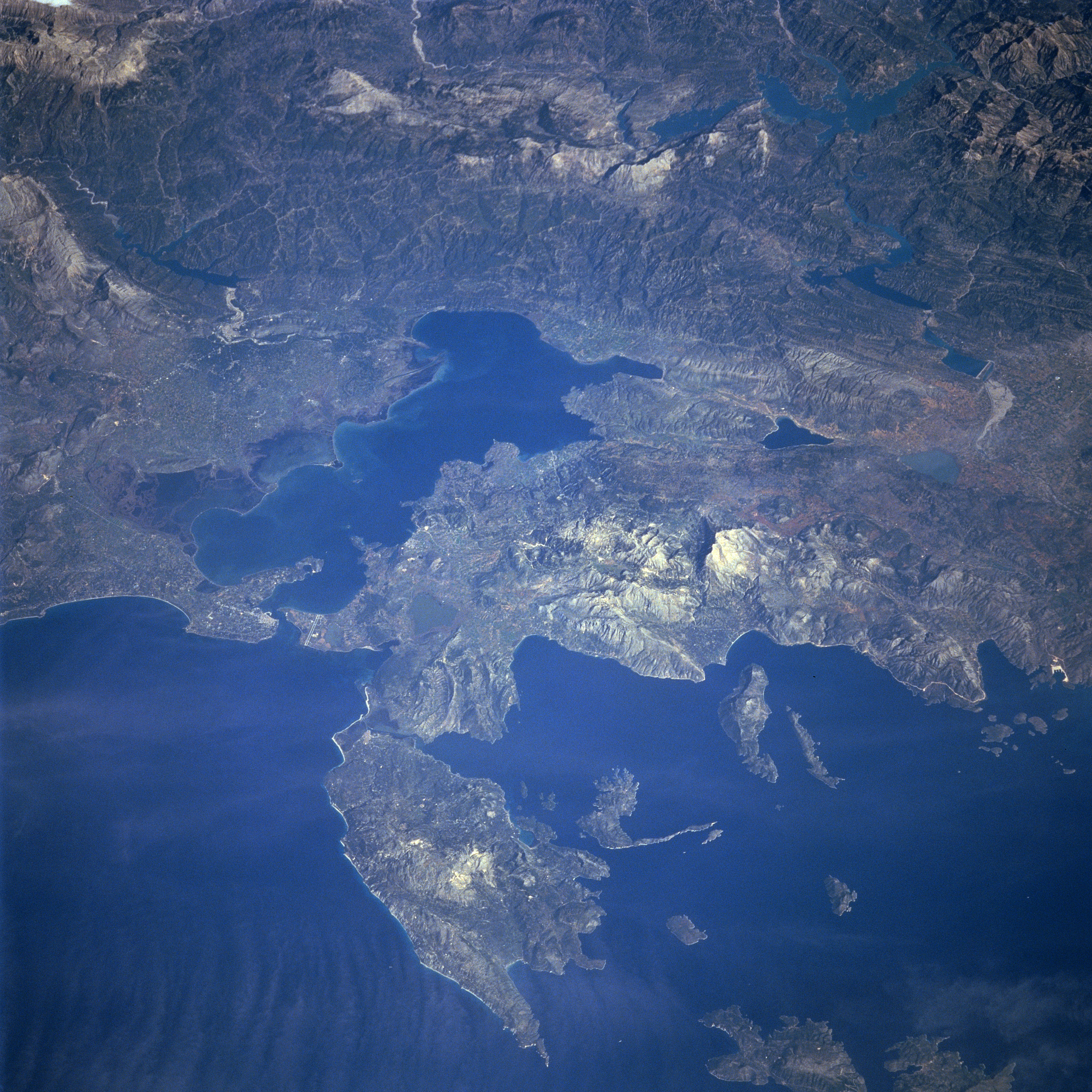
خليج أكتيوم أو خليج أمفراكيكوس، الواقع غرب اليونان الحالية، والذي وقعت فيه معركة بروزة عام 1538م، ومعركة أكتيوم عام 30 ق.م.
صورة من الفضاء عام 1994م (اتجاه الشمال ليس أعلى الصورة).